# Maja Dziarnowska
Maja Dziarnowska (Gdansk, 7 de agosto de 1990) es una deportista polaca que compite en vela en la clase iQFoil.
Ganó una medalla de bronce en el Campeonato Europeo de IQFoil de 2022. Participó en los Juegos Olímpicos de París 2024, ocupando el octavo lugar en la clase iQFoil.

## Palmarés internacional
| \| Campeonato Europeo \| Campeonato Europeo \| Campeonato Europeo \| Campeonato Europeo \| \| Año \| Lugar \| Medalla \| Clase \| \| ------------------ \| ------------------ \| ------------------ \| ------------------ \| \| 2022 \| Torbole (Italia) \| Medalla de bronce \| iQFoil \| |                  |                   |        |
| Campeonato Europeo |                  |                   |        |
| Año | Lugar            | Medalla           | Clase  |
| 2022 | Torbole (Italia) | Medalla de bronce | iQFoil |